# Gran Premio del Belgio 1991
Il Gran Premio del Belgio 1991 è stato un Gran Premio di Formula 1 disputato il 25 agosto 1991 sul circuito di Spa-Francorchamps. La gara è stata vinta da Ayrton Senna su McLaren e ha visto il debutto del futuro sette volte Campione del Mondo Michael Schumacher, alla guida di una Jordan.

## Vigilia

### Prospettive future
Dopo ferragosto sia Ferrari che Williams confermano i propri piloti in vista del 1992. Nel caso della scuderia italiana, però, questa situazione non si verifica per il licenziamento di Prost prima del termine della stagione. Sempre la Ferrari stringe, poi, un accordo con la Scuderia Italia per la fornitura dei propri motori alla squadra di Beppe Lucchini per l'anno seguente.

### Aspetti sportivi

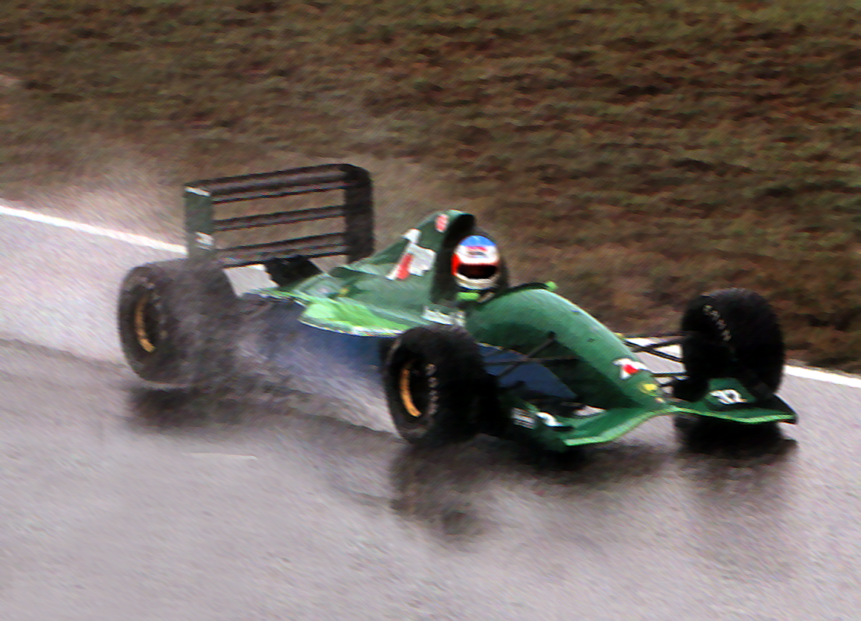
Michael Schumacher testa la Jordan 191. L'arresto di Gachot gli permise di fare il proprio debutto in Belgio, dando inizio alla sua lunga carriera

Pochi giorni dopo Ferragosto Bertrand Gachot viene arrestato in Inghilterra. L'episodio che porta alla sua condanna risale al dicembre dell'anno precedente, quando, durante una lite con un taxista nel centro di Londra, dovuta ad un incidente automobilistico, il pilota per difendersi spruzza uno spray urticante acquistato in Germania sugli occhi del malcapitato. Dopo essere stato denunciato, essendo lo spray illegale, viene convocato dal giudice a metà agosto. Il belga mostra, però, un atteggiamento irriverente che irrita il magistrato, il quale, dopo aver riscontrato che il pilota non paga nemmeno le imposte dovute per il suo lavoro nel paese britannico, lo condanna ad un anno e mezzo di carcere. La Jordan, per sostituirlo, decide di rivolgersi al giovane pilota tedesco Michael Schumacher. Il suo manager, Willi Weber, per convincere la Jordan ad assumerlo, assicura che Schumacher conosce già il tracciato belga, anche se in realtà, come rivelato dallo stesso, non vi ha mai girato prima. Sempre la scuderia irlandese, pochi giorni prima dell'inizio del fine settimana del Gran Premio stringe un accordo di sponsorizzazione con l'azienda vitivinicola Cascina Castlèt.
Johnny Herbert torna, poi, alla guida della sua Lotus dopo aver saltato le due gare precedenti per coincidenti impegni nel campionato di Formula 3000 giapponese.

### Aspetti tecnici
La Ferrari, nel tentativo di recuperare il distacco dai suoi rivali, porta una nuova evoluzione del suo propulsore. Dal canto suo, la Honda fa la medesima operazione.

## Qualifiche
Senna è il pilota più veloce praticamente per tutto il week-end e conquista la pole position davanti a Patrese; i tempi fatti segnare dal pilota italiano nella sessione di sabato vengono però annullati dopo che i commissari della FIA scoprono che sulla sua vettura manca la retromarcia, come invece previsto dalle regole di sicurezza. Patrese retrocede quindi in diciassettesima posizione, promuovendo Prost al secondo posto; alle spalle del pilota della Ferrari si piazzano Mansell, Berger, Alesi, Piquet e il sorprendente Schumacher, settimo al debutto. Chiudono la top ten Moreno, Martini e Modena.

### Classifica
| Pos                     | No | Pilota             | Costruttore               | Tempo    | Distacco |
| ----------------------- | -- | ------------------ | ------------------------- | -------- | -------- |
| 1                       | 1  | Ayrton Senna       | McLaren - Honda           | 1:47.811 |          |
| 2                       | 27 | Alain Prost        | Ferrari                   | 1:48.821 | +1.010   |
| 3                       | 5  | Nigel Mansell      | Williams - Renault        | 1:48.828 | +1.017   |
| 4                       | 2  | Gerhard Berger     | McLaren - Honda           | 1:49.485 | +1.674   |
| 5                       | 28 | Jean Alesi         | Ferrari                   | 1:49.974 | +2.163   |
| 6                       | 20 | Nelson Piquet      | Benetton - Ford           | 1:50.540 | +2.729   |
| 7                       | 32 | Michael Schumacher | Jordan - Ford             | 1:51.212 | +3.401   |
| 8                       | 19 | Roberto Moreno     | Benetton - Ford           | 1:51.283 | +3.472   |
| 9                       | 23 | Pierluigi Martini  | Minardi - Ferrari         | 1:51.299 | +3.488   |
| 10                      | 4  | Stefano Modena     | Tyrrell - Honda           | 1:51.307 | +3.496   |
| 11                      | 33 | Andrea De Cesaris  | Jordan - Ford             | 1:51.986 | +4.175   |
| 12                      | 16 | Ivan Capelli       | Leyton House - Ilmor      | 1:52.113 | +4.302   |
| 13                      | 7  | Mark Blundell      | Brabham - Yamaha          | 1:52.377 | +4.566   |
| 14                      | 22 | Jyrki Järvilehto   | Scuderia Italia - Judd    | 1:52.417 | +4.606   |
| 15                      | 15 | Maurício Gugelmin  | Leyton House - Ilmor      | 1:52.623 | +4.812   |
| 16                      | 8  | Martin Brundle     | Brabham - Yamaha          | 1:52.626 | +4.815   |
| 17                      | 6  | Riccardo Patrese   | Williams - Renault        | 1:52.646 | +4.835   |
| 18                      | 25 | Thierry Boutsen    | Ligier - Lamborghini      | 1:52.709 | +4.898   |
| 19                      | 24 | Gianni Morbidelli  | Minardi - Ferrari         | 1:52.896 | +5.085   |
| 20                      | 29 | Éric Bernard       | Larrousse - Ford          | 1:53.309 | +5.498   |
| 21                      | 12 | Johnny Herbert     | Lotus - Judd              | 1:53.361 | +5.550   |
| 22                      | 3  | Satoru Nakajima    | Tyrrell - Honda           | 1:53.494 | +5.683   |
| 23                      | 14 | Olivier Grouillard | Fondmetal - Ford          | 1:53.628 | +5.817   |
| 24                      | 11 | Mika Häkkinen      | Lotus - Judd              | 1:53.799 | +5.988   |
| 25                      | 21 | Emanuele Pirro     | Scuderia Italia - Judd    | 1:53.839 | +6.028   |
| 26                      | 26 | Érik Comas         | Ligier - Lamborghini      | 1:53.847 | +6.036   |
| Vetture non qualificate |    |                    |                           |          |          |
| NQ                      | 30 | Aguri Suzuki       | Larrousse - Ford          | 1:53.869 | +6.058   |
| NQ                      | 34 | Nicola Larini      | Modena Team - Lamborghini | 1:54.781 | +6.970   |
| NQ                      | 10 | Alex Caffi         | Footwork - Ford           | 1:57.448 | +9.637   |
| NQ                      | 35 | Eric van de Poele  | Modena Team - Lamborghini | 1:57.746 | +9.935   |

## Gara
Alla partenza scattano bene sia Senna che Prost, che mantengono il comando della corsa davanti a Mansell, Berger, Piquet e Schumacher; quest'ultimo è però costretto al ritiro dopo poche centinaia di metri per la rottura della frizione. In testa alla corsa Senna continua a condurre, mentre Prost si deve ritirare già durante il terzo giro; l'uscita di scena del francese permette a Mansell di raggiungere Senna ed i due battagliano fino al 15º passaggio, quando il brasiliano effettua il proprio cambio gomme. La sosta è però lenta e quando Mansell rientra a sua volta ai box due tornate più tardi torna in pista davanti al rivale, ma alle spalle di Berger e Piquet, che devono ancora fermarsi. Il pilota della Benetton lo fa al 18º giro, dopo aver condotto la gara per un passaggio.
Mansell rimonta rapidamente su Berger e lo sopravanza alla curva Fagnes; l'austriaco torna ai box per il cambio gomme, ma anche lui ha dei problemi e torna in pista di poco davanti a Modena, rischiando un incidente con il pilota della Tyrrell. Nel frattempo, al 22º giro Mansell è costretto al ritiro per un problema elettrico.
Il ritiro dell'inglese permette ad Alesi di prendere la testa della corsa, incalzato da Senna; il pilota della McLaren compie però un errore che gli costa circa dieci secondi, portandolo ad essere tallonato da Piquet. I due brasiliani cominciano a lottare per il secondo posto e sono rapidamente raggiunti da Patrese e De Cesaris; si forma così un quartetto di piloti in lotta per le posizioni dalla seconda alla quinta, con Senna incapace di staccare i rivali per dei problemi al cambio. Nel frattempo Alesi, che pianifica una gara senza soste, continua a condurre fino al 30º passaggio, quando il motore della sua Ferrari cede. Il ritiro del francese porta in prima posizione Senna, che precede Piquet, De Cesaris e Patrese, autore di un fuoripista nel tentativo di superare il pilota della Benetton.
Al 31º passaggio De Cesaris sorpassa Piquet alla Les Combes; il pilota brasiliano viene più tardi passato anche da Patrese e successivamente anche da Berger. L'austriaco si porta poi in terza posizione quando Patrese comincia ad avere problemi al cambio, risalendo poi al secondo posto quando, a tre giri dal termine, il motore della Jordan di De Cesaris si rompe, ponendo fine alla bella gara del pilota romano. Nonostante i problemi al cambio che lo rallentano considerevolmente nell'ultima parte di gara, Senna taglia il traguardo in prima posizione davanti a Berger, Piquet, Moreno, Patrese e Blundell, che conquista il primo punto della Brabham dal Gran Premio degli Stati Uniti dell'anno precedente. Infine Grouillard porta al traguardo per la prima volta nella stagione la sua Fondmetal, chiudendo al decimo posto.

### Classifica
| Pos      | No | Pilota             | Costruttore               | Giri | Tempo/Ritiro        | Partenza | Punti |
| -------- | -- | ------------------ | ------------------------- | ---- | ------------------- | -------- | ----- |
| 1        | 1  | Ayrton Senna       | McLaren - Honda           | 44   | 1:27:17.669         | 1        | 10    |
| 2        | 2  | Gerhard Berger     | McLaren - Honda           | 44   | + 1.901             | 4        | 6     |
| 3        | 20 | Nelson Piquet      | Benetton - Ford           | 44   | + 32.176            | 6        | 4     |
| 4        | 19 | Roberto Moreno     | Benetton - Ford           | 44   | + 37.310            | 8        | 3     |
| 5        | 6  | Riccardo Patrese   | Williams - Renault        | 44   | + 57.187            | 17       | 2     |
| 6        | 8  | Mark Blundell      | Brabham - Yamaha          | 44   | + 1:40.035          | 13       | 1     |
| 7        | 12 | Johnny Herbert     | Lotus - Judd              | 44   | + 1:44.599          | 21       |       |
| 8        | 21 | Emanuele Pirro     | Scuderia Italia - Judd    | 43   | + 1 giro            | 25       |       |
| 9        | 7  | Martin Brundle     | Brabham - Yamaha          | 43   | + 1 giro            | 16       |       |
| 10       | 14 | Olivier Grouillard | Fondmetal - Ford          | 43   | + 1 giro            | 23       |       |
| 11       | 25 | Thierry Boutsen    | Ligier - Lamborghini      | 43   | + 1 giro            | 18       |       |
| 12       | 23 | Pierluigi Martini  | Minardi - Ferrari         | 42   | Cambio              | 9        |       |
| 13       | 33 | Andrea De Cesaris  | Jordan - Ford             | 41   | Motore              | 11       |       |
| Ritirato | 4  | Stefano Modena     | Tyrrell - Honda           | 33   | Perdita d'olio      | 10       |       |
| Ritirato | 22 | Jyrki Järvilehto   | Scuderia Italia - Judd    | 33   | Pressione dell'olio | 14       |       |
| Ritirato | 28 | Jean Alesi         | Ferrari                   | 30   | Motore              | 5        |       |
| Ritirato | 24 | Gianni Morbidelli  | Minardi - Ferrari         | 29   | Cambio              | 19       |       |
| Ritirato | 11 | Mika Häkkinen      | Lotus - Judd              | 25   | Motore              | 24       |       |
| Ritirato | 26 | Érik Comas         | Ligier - Lamborghini      | 25   | Motore              | 26       |       |
| Ritirato | 5  | Nigel Mansell      | Williams - Renault        | 22   | Problema elettrico  | 3        |       |
| Ritirato | 29 | Éric Bernard       | Larrousse - Ford          | 21   | Cambio              | 20       |       |
| Ritirato | 16 | Ivan Capelli       | Leyton House - Ilmor      | 13   | Motore              | 12       |       |
| Ritirato | 3  | Satoru Nakajima    | Tyrrell - Honda           | 7    | Testacoda           | 22       |       |
| Ritirato | 27 | Alain Prost        | Ferrari                   | 2    | Perdita di benzina  | 2        |       |
| Ritirato | 15 | Maurício Gugelmin  | Leyton House - Ilmor      | 1    | Motore              | 15       |       |
| Ritirato | 32 | Michael Schumacher | Jordan - Ford             | 0    | Frizione            | 7        |       |
| NQ       | 30 | Aguri Suzuki       | Larrousse - Ford          |      |                     |          |       |
| NQ       | 34 | Nicola Larini      | Modena Team - Lamborghini |      |                     |          |       |
| NQ       | 10 | Alex Caffi         | Footwork - Ford           |      |                     |          |       |
| NQ       | 35 | Eric van de Poele  | Modena Team - Lamborghini |      |                     |          |       |
| NPQ      | 9  | Michele Alboreto   | Footwork - Ford           |      |                     |          |       |
| NPQ      | 17 | Gabriele Tarquini  | AGS - Ford                |      |                     |          |       |
| NPQ      | 31 | Pedro Chaves       | Coloni - Ford             |      |                     |          |       |
| NPQ      | 18 | Fabrizio Barbazza  | AGS - Ford                |      |                     |          |       |

## Classifiche

### Piloti
| Pos. | Pilota            | Punti |
| ---- | ----------------- | ----- |
| 1    | Ayrton Senna      | 71    |
| 2    | Nigel Mansell     | 49    |
| 3    | Riccardo Patrese  | 34    |
| 4    | Gerhard Berger    | 28    |
| 5    | Nelson Piquet     | 22    |
| 6    | Alain Prost       | 21    |
| 7    | Jean Alesi        | 14    |
| 8    | Stefano Modena    | 9     |
| 8    | Andrea De Cesaris | 9     |
| 10   | Roberto Moreno    | 8     |
| 11   | Jyrki Järvilehto  | 4     |
| 12   | Bertrand Gachot   | 4     |
| 13   | Pierluigi Martini | 3     |
| 14   | Satoru Nakajima   | 2     |
| 15   | Mika Häkkinen     | 2     |
| 16   | Aguri Suzuki      | 1     |
| 17   | Julian Bailey     | 1     |
| 18   | Emanuele Pirro    | 1     |
| 19   | Éric Bernard      | 1     |
| 20   | Ivan Capelli      | 1     |
| 21   | Mark Blundell     | 1     |

### Costruttori
| Pos. | Team                   | Punti |
| ---- | ---------------------- | ----- |
| 1    | McLaren - Honda        | 99    |
| 2    | Williams - Renault     | 83    |
| 3    | Ferrari                | 35    |
| 4    | Benetton - Ford        | 30    |
| 5    | Jordan - Ford          | 13    |
| 6    | Tyrrell - Honda        | 11    |
| 7    | Scuderia Italia - Judd | 5     |
| 8    | Minardi - Ferrari      | 3     |
| 9    | Lotus - Judd           | 3     |
| 10   | Larrousse - Ford       | 2     |
| 11   | Leyton House - Ilmor   | 1     |
| 12   | Brabham - Yamaha       | 1     |

## Statistiche
- Debutto: Michael Schumacher
- Ultimo podio: Nelson Piquet
- Primi punti: Mark Blundell